# Oenoanda
Oenoanda of Oinoanda is een historische stad uit de hellenistische periode in wat nu Turkije is. De stad wordt als Wiyanawanda genoemd in een inscriptie die een veldtocht van de Hettitische koning Tudhaliya IV beschrijft. Tegenwoordig heet de plaats Incealiler.
De stad was gelegen aan de bovenloop van de rivier de Xanthos. De stad maakte deel uit van de tetrapolis van Kibyra. Later ging de stad deel uitmaken van de koinon van Lycië.
In deze stad werd in 1884 de grootste inscriptie uit de oudheid gevonden. Het gaat om een filosofische tekst uit de 2e eeuw n.Chr. van Diogenes van Oinoanda, die de leer van Epicurus verdedigt. De Griekstalige inscriptie bevond zich in een stoa en was 60 tot 80 m lang en 3,60 m hoog. Ongeveer een kwart ervan is bewaard, maar sinds 1968 zijn nieuwe fragmenten gevonden. Tijdens een opgravingscampagne in de jaren 2007-2008 werd een nieuw stuk van elf regels gevonden waarin Diogenes kritiek levert op Plato's visie op de schepping van de wereld.